# Pomadasys
Pomadasys es un género de peces roncos de la familia Haemulidae. Habitan las aguas del Océano Atlántico y el Índico hasta las costas americanas sobre el Pacífico Esta es la lista de especies que lo componen:
- Pomadasys aheneus McKay & J. E. Randall, 1995
- Pomadasys andamanensis McKay & Satapoomin, 1994
- Pomadasys argenteus (Forsskål, 1775)
- Pomadasys argyreus (Valenciennes, 1833)
- Pomadasys auritus (G. Cuvier, 1830)
- Pomadasys bayanus D. S. Jordan & Evermann, 1898
- Pomadasys bipunctatus Kner, 1898
- Pomadasys branickii (Steindachner, 1879)
- Pomadasys commersonnii (Lacépède, 1801)
- Pomadasys corvinaeformis (Steindachner, 1868)
- Pomadasys crocro (G. Cuvier, 1830)
- Pomadasys empherus W. A. Bussing, 1993
- Pomadasys furcatus (Bloch & J. G. Schneider, 1801)
- Pomadasys guoraca (G. Cuvier, 1829)
- Pomadasys incisus (S. Bowdich, 1825)
- Pomadasys jubelini (G. Cuvier, 1830) (Sompat grunt)[2]
- Pomadasys kaakan (G. Cuvier, 1830)
- Pomadasys laurentino (J. L. B. Smith, 1953)
- Pomadasys macracanthus (Günther, 1864)
- Pomadasys maculatus (Bloch, 1793)
- Pomadasys multimaculatus (Playfair (fr), 1867)
- Pomadasys olivaceus (F. Day, 1875)
- Pomadasys panamensis (Steindachner, 1876)
- Pomadasys perotaei (G. Cuvier, 1830)
- Pomadasys punctulatus (Rüppell, 1838)
- Pomadasys quadrilineatus S. C. Shen & W. W. Lin, 1984
- Pomadasys ramosus (Poey, 1860)
- Pomadasys rogerii (G. Cuvier, 1830)
- Pomadasys schyrii Steindachner, 1900
- Pomadasys striatus (Gilchrist & W. W. Thompson, 1908)
- Pomadasys stridens (Forsskål, 1775)
- Pomadasys suillus (Valenciennes, 1833)
- Pomadasys taeniatus McKay & J. E. Randall, 1995
- Pomadasys trifasciatus Fowler, 1937
- Pomadasys unimaculatus M. C. Tian, 1982